# Andrzej Pieczyński
Andrzej Pieczyński (ur. 17 grudnia 1956 w Pobiedziskach) – polski aktor teatralny, filmowy i telewizyjny, reżyser teatralny, pedagog.

## Życiorys
Urodził się 17 grudnia 1956 w Pobiedziskach. W latach 1975–1977 studiował kulturoznawstwo w Poznaniu, ale studiów nie ukończył. Następnie uczył się w Państwowej Wyższej Szkole Teatralnej w Warszawie (1977–1978). 16 maja 1979 zadebiutował na deskach Teatru Narodowego w Warszawie w Trenach Jana Kochanowskiego w reż. Adama Hanuszkiewicza. W 1982 zdał w Warszawie egzamin eksternistyczny dla aktorów dramatu.
W 1999 zadebiutował jako dramaturg sztuką „Sierota” (publikacja: Dialog 10/1999).

## Teatr
Aktor
- 1978–1983: Teatr Narodowy w Warszawie[1]
- 1983–1993: Teatr Muzyczny w Gdyni[1]
- 1989–1992: Theater am Ufer[1]
- 1994–1995: Teatr Miejski w Gdyni[1]

Wykładowca
- Die Etage-Schule fur die Darstellenden Kunste w Berlinie (zajęcia z reżyserii i aktorstwa)[1]
- Studium Wokalno-Aktorskie przy Teatrze Muzycznym w Gdyni[1]

## Filmografia
- 1976: Zdjęcia próbne – Paweł Burski
- 1978: Zielona miłość – Bursztyn
- 1978: P.S. – Peter Seidel
- 1978: Nauka latania – Józef Biel, mistrz świata w skokach narciarskich
- 1979: Dni zemsty (spektakl telewizyjny) – Perrish
- 1980: Proces (spektakl telewizyjny) – student
- 1980: Kontrakt – tancerz
- 1980: Alle meine Mädchen – Ralf Päschke
- 1981: Don Carlos (spektakl telewizyjny) – Don Carlos
- 1982: Wielki Szu – taksówkarz Jurek
- 1982: Noc poślubna w biały dzień – mały student
- 1983: Tajemnica starego ogrodu – doktor Otrębus
- 1983: Psychoterapia – Tomek
- 1983: Der aufenthalt – porucznik straży więziennej
- 1983: Délibábok Országa – Babczyński
- 1984: Jeździec na siwym koniu – Hiners
- 1985: Mordujemy Vivaldiego (spektakl telewizyjny) – Ben
- 1985: Mokry szmal – mały, człowiek Tokarskiego
- 1986: Prywatne śledztwo – morderca
- 1986: Pierścień i róża – poseł króla Padella
- 1986: Kino objazdowe – kinooperator Miecio Król
- 1987: Opowieść Harleya – Zdzisiek
- 1987: Kindheit – Johann
- 1988: Według przyjaciela (etiuda szkolna) – Judasz
- 1990: Życie za życie. Maksymilian Kolbe – Marian, były więzień Auschwitz
- 1992: Jaskinia filozofów (spektakl telewizyjny) – Platon
- 1993: Tak daleko, tak blisko – Czomsky
- 1994: Radio romans – ćpun King (odc. 10, 12, 14, 22, 25)
- 1995: Racja głodowa (spektakl telewizyjny) – Grab
- 1996: Wezwanie – oficer milicji
- 1996: Opowieści weekendowe – mężczyzna ze Śląska (odc. pt. Damski interes)
- 1997: Sława i chwała – Władek, furman majątku Targowskich, dowódca oddziału AK (odc. 6)
- 1997: Legenda o świętym Wojciechu (spektakl telewizyjny) – Radzym
- 1997: Kapitan – McKinley
- 1999: Złotopolscy – szuler (odc. 150)
- 1999: W sierpniu 44-go – chłop
- 1999: Trzy szalone zera – Rychu
- 1999: Ogniem i mieczem – Czeremis, sługa Horpyny
- 2000: Sukces – Andrzej Kramer
- 2000: Na dobre i na złe – Jan, mąż Grażyny (odc. 12)
- 2001: Quo vadis – chrześcijanin fossor
- 2002: Pianista – były więzień obozu koncentracyjnego
- 2002: Sfora – zawodowy morderca pracujący dla Starewicza (odc. 1–5, 7–9)
- 2002: Kariera Nikosia Dyzmy – Stanisław, goryl Kilińskiego
- 2002: Bez litości – zawodowy morderca pracujący dla Starewicza
- 2002: Astronom (etiuda szkolna) – naukowiec
- 2003: Tygrysy Europy – Wojtek, polski gwiazdor mieszkający w Paryżu
- 2003: Stara baśń. Kiedy słońce było bogiem – Znosek
- 2004: Widmos (etiuda szkolna) – widmo
- 2004: Kryminalni – Euzebiusz „Zebi” Barański (odc. 13)
- 2004: Glina – Zbigniew Czeski (odc. 7)
- 2004: Gabrys (etiuda szkolna) – bezdomny
- 2005: Boża podszewka II – Łazurko (odc. 2–3)
- 2005: Auschwitz. The nazis & the Final solution – doktor Koso, uczestnik nadzorujący deportację żydów ze Słowacji (odc. 2)
- 2006: Plebania – psychiatra (odc. 752)
- 2006: Inka 1946 (spektakl telewizyjny) – mecenas
- 2006: Fałszerze – powrót Sfory – zawodowy morderca pracujący dla Starewicza (odc. 5)
- 2006: Fala zbrodni – Cezary Madej (odc. 54)
- 2006–2007: Dwie strony medalu – księgowy mafii (odc. 5, 13, 43, 49)
- 2007: Ulotne (etiuda szkolna) – On
- 2007: Prawo miasta – taksówkarz (odc. 5)
- 2007: Katyń – żołnierz niemiecki
- 2007: Doktor Halina (spektakl telewizyjny) – cywil
- 2007: Daleko od noszy – kontroler Wigoń (odc. 128, 130)
- 2008–2009: Pierwsza miłość – mecenas Zbigniew Wasilewicz
- 2009: Synowie – Rajmund albo Wiesław Pociepa (odc. 17, 19, 25)
- 2009: Sprawiedliwi – żandarm Bruno (odc. 2, 6)
- 2009: Ostatnia akcja – jubiler
- 2010: Ludzie Chudego – Wacław Florczyk (odc. 11–12)
- 2012: Prawo Agaty – prokurator (odc. 19)
- 2012: Poczekalnia (etiuda szkolna) – informator
- 2012: Hotel 52 – Wojciech Rostkowski (odc. 76)
- 2012: Czas honoru – mężczyzna z psem (odc. 56)
- 2013: Menu (etiuda szkolna) – król kuchni
- 2014: Ojciec Mateusz – konserwator zabytków Krzysztof Góra (odc. 148)
- 2015: Disco polo – dyrektor więzienia
- 2017: Wojenne dziewczyny – SS-man zatrzymujący Marysię (odc. 13)
- 2018: Leśniczówka – kłusownik (odc. 1, 13–14, 22)
- 2018: Drogi wolności – Stanisław Polman (odc. 9)
- 2019: Pierwsza miłość – znachor Kazimierz Kalica
- 2019: Ojciec Mateusz – Andrzejek Grzelak, wuj „Pluskwy”
- 2020: Sto lat – Tadeusz
- 2020: Mistrz – franciszkanin
- 2021: Mecenas Porada – profesor Adamczyk
- 2024: Biała odwaga – dziadek

Źródło: Filmpolski.pl.

## Nagrody
- 1984 – nagroda artystyczna wojewody gdańskiego z okazji Międzynarodowego Dnia Teatru za rolę Disc jockeya w Disco story
- 1984 – Toruń – OFTJA – nagroda publiczności za monodram Disco Story
- 1988 – nagroda wojewody gdańskiego za rolę Judasza w przedstawieniu Jesus Christ Superstar w Teatrze Muzycznym w Gdyni
- 1998 – nagroda indywidualna za rolę w spektaklu Zbiór bzdur... – gdyński Teatr Miejski na VII KTO w Warszawie
- 2001 – nagroda dla zespołu Teatru Miejskiego w Gdyni za przedstawienie Zabić was to mało oraz nagroda indywidualna dla autora tekstu i reżysera w VII Ogólnopolskim Konkursie na Wystawienie Polskich Sztuk Współczesnych w Warszawie
- 2001 – Nagroda Artystyczna Prezydenta Miasta Gdyni w dziedzinie teatru
- 2002 – nagroda teatralna marszałka województwa pomorskiego za najlepszą rolę męską jako Arturo Ui w Karierze Artura Ui Bertolta Brechta w reż. Wojciecha Adamczyka w Teatrze Miejskim w Gdyni

Źródło: Filmpolski.pl.

## Życie prywatne
Był mężem aktorki Małgorzaty Pieczyńskiej.